# グランツーリスモ5
『グランツーリスモ5』（GRAN TURISMO 5、GT5）は、ソニー・コンピュータエンタテインメントから発売されているPlayStation 3用のリアルドライビングシミュレーションレースゲームソフト、グランツーリスモシリーズのひとつ。

## 概要
2007年12月に発売された『グランツーリスモ5プロローグ』の本編にあたる作品である。

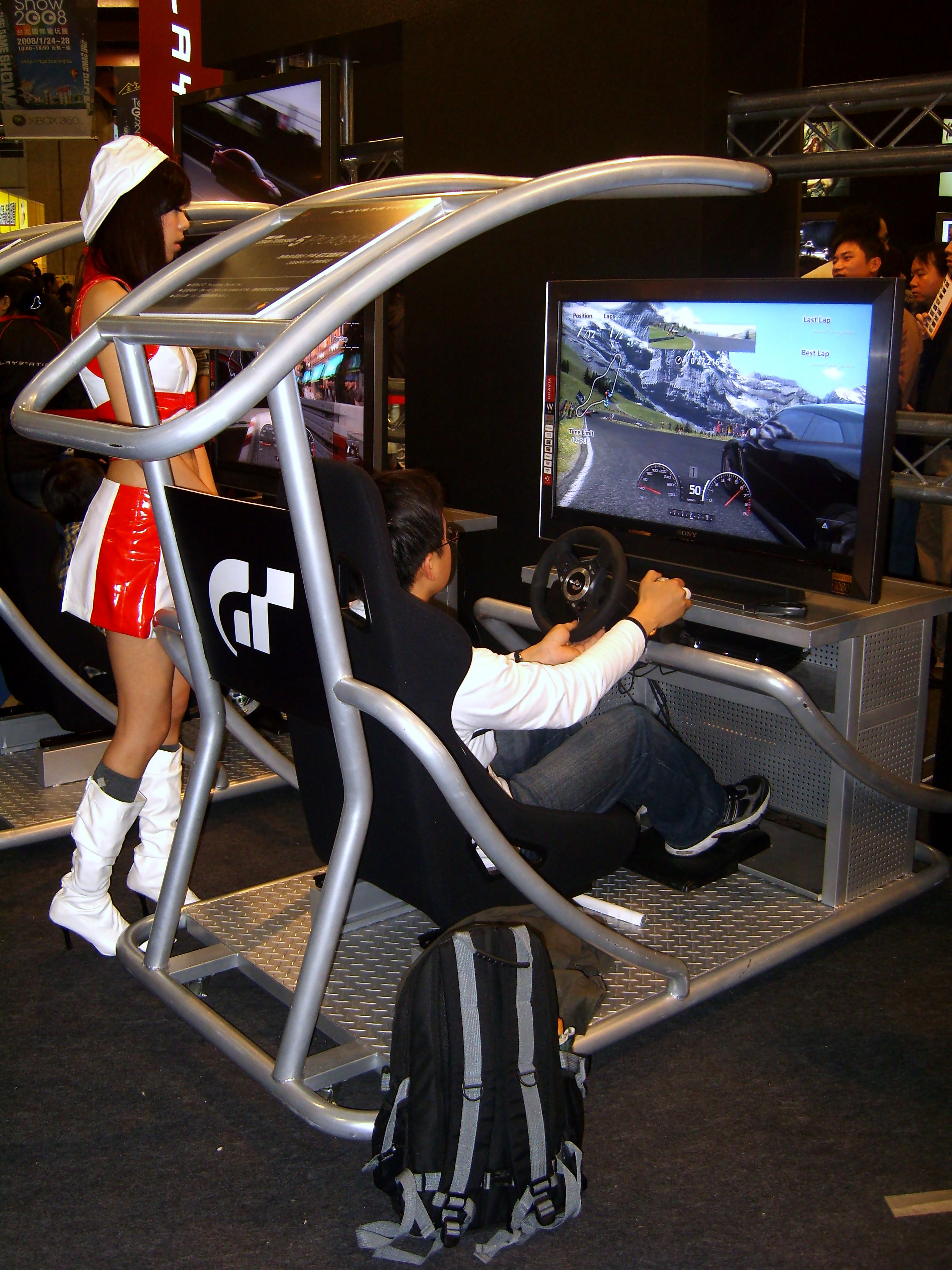

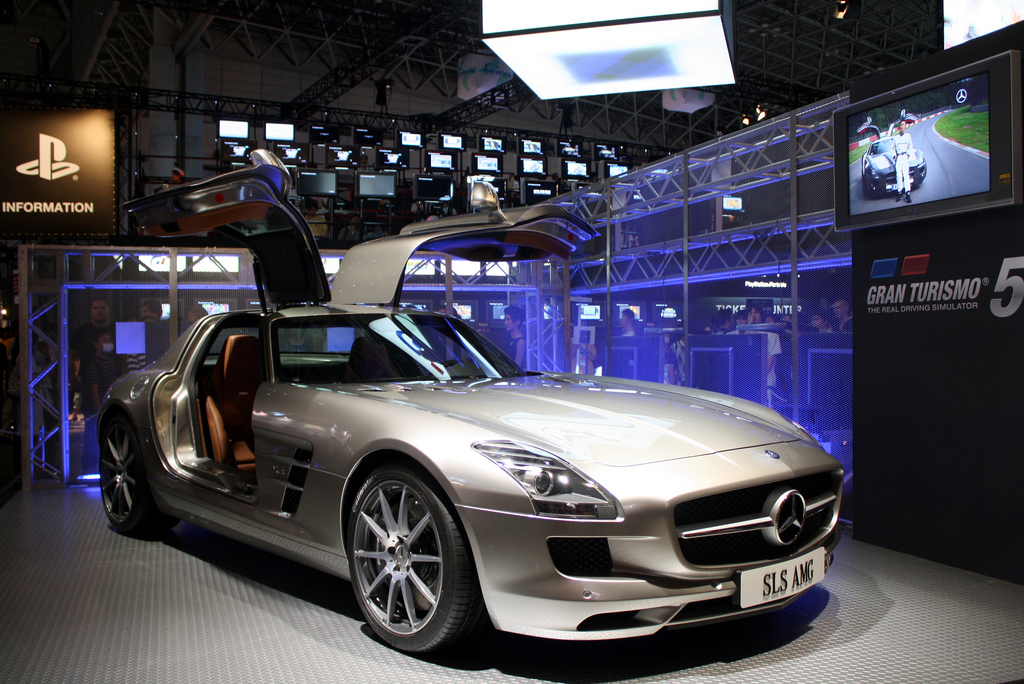
東京ゲームショウ2009

今作はシリーズ最多の1,000車種以上の車と、20ロケーション・70バリエーション以上のコースを収録した。車種の面では、NASCARやWRC、SUPER GTの車両を本格的に収録した。今作では前作のグランツーリスモモードに相当する「GT LIFE」を収録するほか、オンライン要素が進化した。また、時間の変化や天候の変化などビジュアルの変化にも対応。さらに、3Dやフェイストラッキングにも対応した。なお、『グランツーリスモ』（PSP版）で収集したクルマデータを引き継ぐ事が可能。パッケージ車両は、メルセデス・ベンツ・SLS AMG。
日本における初週販売本数は約43万本で、PS3用ソフトとしては『ファイナルファンタジーXIII』、『メタルギアソリッド4』に次ぐ第3位（当時）の初動を記録。その後、2010年12月中旬にハーフミリオンを達成した。
2013年現在、世界で最も売れたPlayStation 3専用ソフトである。
日本ゲーム大賞2011　年間作品部門優秀賞受賞。
2012年2月2日にはバージョン2.00と有料DLC『コンプリートパック』を収録したアルティメットバージョンとして『グランツーリスモ5 Spec II』が発売された。ゲーム内容は通常版と同じである。
2014年2月20日に2014年5月31日正午をもってオンラインサービスが終了することがオフィシャルから告知され、2014年5月31日午後12時をもってオンラインサービスが終了、DLCも4月30日をもって配信終了した。ゲームのオフライン部分は引き続きプレイできるが、オープンロビー、配信イベント、ミュージアム、コミュニティ、リモートレース、ログインボーナス、ホットカーディラー、ニュース、DLC購入といったオンライン機能が利用できなくなった。

### 限定版

#### 日本
日本では通常版の他に、初回生産限定版と本体同梱版が発売される。
- 初回生産限定版

ゲームソフトに加え、308ページのブックレット「Apex」と、ゲーム開始時から使えるプレゼントカー5車種のダウンロードコード（アウディ・R10 TDI 、ホンダ・NSX GT500、メルセデス・ベンツ・SLS AMG、マクラーレン・F1、日産・GT-R GT500。それぞれ特別仕様のステルスモデル。）が付属する。価格は通常版と同じ7,980円。
- 本体同梱版　「PlayStation®3 GRAN TURISMO 5 RACING PACK」

オリジナルカラーである「タイタニウム・ブルー」のPS3本体（HDDは160GB）と、DUALSHOCK 3、初回生産限定版ソフトがセットになっている。価格は35,980円。

#### アジア
- 本体同梱版　「PlayStation®3 GRAN TURISMO 5 RACING PACK」

オリジナルカラーである「タイタニウム・ブルー」のPS3本体（HDDは160GB）と、DUALSHOCK 3、初回生産限定版ソフトがセットになっている。Beams製作の特製Tシャツが入ったバージョンもあり。
- Collector's Pack

ゲームソフトに加え、1/43スケールのメルセデス・ベンツ・SLS AMGモデルカー、ブックレット「Apex」、ダウンロードカーが5台分が付属する予定。

#### 北米
- Collector's Edition

ゲームソフトに加え、1/43スケールの日産・GT-RスペックVモデルカー、ブックレット「Apex」、キーホルダー、ダウンロードカーが5台分が付属する予定。

#### 欧米・濠洲・中東など
ヨーロッパ・オーストラリア・中東などのSCE Europeが担当する地域では、2種類の限定版が発売される。
- Collector's Edition

ブックレット「Apex」と、5車種のダウンロードコード、5種類のアートカード、XMBのダイナミックカスタムテーマが付属する。
- Signature Edition

1/43スケールのメルセデス・ベンツ・SLS AMGモデルカーと、GTロゴ入りのレザーの財布と金属製キーホルダー、アートワークを収めた小冊子、メルセデス・ベンツとのコラボレーション映像を収録したUSBメモリ、6車種のダウンロードコード、ダイナミックカスタムテーマ、SLS AMGの実車プレゼントの抽選応募権が付属する。

### 発売日変更の経緯
『グランツーリスモ5プロローグ』が発表された2007年9月の時点では、本編である『グランツーリスモ5』は2008年度発売予定とされたが、再三発売延期が繰り返されていた。
- 2009年9月24日

「東京ゲームショウ 2009」にて、2010年3月発売予定と発表。
- 2010年1月13日

公式サイトにて制作上の都合を理由に、発売日未定に。
- 2010年6月

「Electronic Entertainment Expo 2010」にて、2010年11月発売と発表。
- 2010年8月18日

「Gamescom 2010」の開催後に、2010年11月3日発売と発表。
- 2010年10月13日

公式サイトにて再度制作上の都合を理由に、2010年の年末商戦期（詳細発売日は未定）への延期を発表。
- 2010年11月12日

公式サイトにて日本では11月25日、北米では11月24日、欧米では11月末発売と発表。これが最終的な発売日となった。

### 発売前情報

#### Electronic Entertainment Expo 2009
2009年6月、カナダで開催されたE3で公開されたコンセプトムービーより、カーダメージの実装やWRC・NASCARの収録など、数多くの新要素が盛り込まれることが示唆された。

#### Gamescom 2009
2009年8月19日、ドイツで開催されたGamescomへの出展と共に日本の公式サイトにて最新情報が掲載されたが、当日中に削除された。これに含まれていた情報は後述する2009年9月の正式発表と概ね一致する（車種・コース数など一部のデータが異なる）。

#### 東京ゲームショウ 2009
2009年9月24日、日本で開催された東京ゲームショウにて2010年3月に発売されることが発表された（翌年1月に撤回）。それと共に以下のような詳細情報が正式公開された。
- 950車種以上、20ロケーション以上/70バリエーション以上のコースを収録。
- 新物理シミュレーションにより車の転倒を表現。
- アーケードモード（シングルレース、画面分割対戦）。
- 過去のシリーズ作品と同様のGTモード（ワールドマップ、ガレージ、チャンピオンシップレース、ライセンス教習所など）。
- 『グランツーリスモ』（PSP版）で獲得した車をガレージに引き継ぎ可能（アーケードのみ使用可能。ただし、台数限られている）。
- フォトモードにおいて2160p（3840×2160）の高解像度に対応[16]。
- オンラインロビー、テキスト/ボイスチャット
- 『GT5プロローグ』の動画配信サービス「グランツーリスモTV」を引き続き搭載し、PSPへのビデオ出力など機能を強化。

『GT5プロローグ』の発売以前にプロデューサー・山内一典が語っていた、ユーザー同士のコミュニティ機能やPlayStation Homeとの連動など、これらの機能が実装されるかは不明である。

#### グランツーリスモ（PSP版）
山内プロデューサーのインタビューから、2009年10月1日に発売された『グランツーリスモ』（PSP版）と本作のガレージが連動する見込みであることが明らかになった。また、所持金も連動する見込みである。と言われていたがガレージはアーケードモードのみ、所持金の連動はされなかった。車種はすべてスタンダードカーになっている。また、車種名やメーカーに変更のある車種があったり（例　シトロエン・GT by シトロエン→シトロエン・GT by シトロエン コンセプト、プロトモータース・スピラ→オウリムモータース・スピラ）、本作には収録されておらず使用できない車種（例　FPV・GT）がある。

#### Playstation:TheOfficialMagazine
2010年、海外のゲーム雑誌「Playstation:TheOfficialMagazine」にてGT5の特集記事が組まれ、以下のような情報が初めて明らかとなった。
- プレイ人数はオフライン最大2人、オンライン最大16人。
- 収録車種は1000車種以上（そのうち約170車種が外装・内装共に細かいダメージ表現、残りは外装のみダメージ表現に対応）。
- NASCAR、SUPER GT、WRCなどのレースイベントやコース、車が収録。
- 一部コースで天候エフェクトと夜間レースに対応。
- マルチディスプレイに対応（最大3台）。
- 『グランツーリスモ』（PSP版）から車の引き継ぎが可能（アーケードのみ使用可能＆すべてスタンダードカー）。

#### Electronic Entertainment Expo 2010
2010年6月、カナダで開催されたE3の期間中に、延期後の発売日が2010年11月2日（北米）・11月（日本）に決定した。その他の新要素も発表。
- 立体視に対応。
- フェイストラッキング（顔認識）機能の搭載を初めて発表した（詳細は不明）[19]。
- E3 2010版コンセプトムービー[20]により、長時間耐久レースなどにおいて昼→夜など時間経過によるグラフィックの変化に対応することが明らかになった。

#### Gamescom 2010
2010年8月、ドイツで開催されたGamescomでの発表で、日本での発売日が11月3日となり全世界でほぼ同時発売予定となった。
- 従来どおりの自分でドライブするA-Specと、自分が監督となってレースをするB-Specがある。B-Specの収録は『GT4』以来、PS3のグランツーリスモシリーズでは初となる。
- カートを初収録。イタリア・シエナのカンポ広場（Piazza Del Campo）をカートが走っているムービーが公開。
  - このムービーを見た地元シエナの関連団体からカンポ広場で開催されている伝統馬術競技「パーリオ」でのみ使用が許された各地区のシンボルが描かれた旗を無断使用されたことに対して販売差し止め訴訟も視野に入れた抗議があり[21]、製品版ではコース自体がなくなった（ただしカンポ広場自体はスペシャルイベントをクリアするとフォトトラベルでも登場する）[22]。
- 基本となるテーマを選び、オリジナルコースを作れるコースメーカーを搭載。

#### 東京ゲームショウ 2010
2010年9月、日本で開催された東京ゲームショウにて以下の詳細情報が明らかになった。
- 『グランツーリスモ5』でプレイした記録や、これから行うべき目標が集約されている「My Home」と呼ばれる画面にて、ユーザー同士の交流や、他のユーザーのAIの相互が可能。
- 「マイラウンジ」をコミュニティ内に設置。フレンドと最大16人で、オンラインレースを開催することが可能。
- 天候及び降雨による環境変化の対応（※一部のコースのみ）。
- ワイパーの稼動（※プレミアムカーのみ）。

### タイムトライアルチャレンジ
2009年12月17日から2010年2月15日までの期間限定で無料の特別バージョン「タイムトライアルチャレンジ」がPlayStation Storeで配信され、『グランツーリスモ5』の操作感を当時2010年3月の発売を前に一足早く体感できた。シリーズ初登場となるインディアナポリス・モーター・スピードウェイのロードコースで、日産・370Z（チューンドカーとノーマルカーの2種）でタイムトライアルができた。またオンラインランキングの上位入賞者には山内一典氏の直筆サイン入りGT5ソフトウェアのプレゼントなどの豪華商品が送られる予定。
2月15日をもってダウンロードとオンラインランキング更新が終了。2月25日以降は起動自体が出来なくなった。

### プレゼントカー
- 2010年12月24日から期間限定でプレゼントカーが配信された。

配信されたのはランボルギーニ・ムルシエラゴ LP 640、BMW・M3 クーペ、ジャガー・XJ13 レースカーの三車種をグランツーリスモが独自にアレンジし、ボディ中央にクロムのラインを貫かせた「クロムラインシリーズ」のひとつ。
配信終了は2011年1月31日の予定だったが現在も配信中。
- 2011年1月14日から2月14日までの期間限定オンラインイベントの参加者にプレゼントカーが配信された。

配信されたのはル・マン24時間レースで優勝したマツダ・787Bステルスモデル
- 2011年10月9日に開催されたF1日本GPにおいてセバスチャン・ベッテルのワールドチャンピオンが決まったため2011年10月9日から10月16日までにログインした場合にギフトという形でログインしたユーザーにレッドブル・X2010 S.Vettelが配信された。なお、通常のプレゼントカーと比べ若干馬力が上がっている。

### ダウンロードコンテンツ(DLC)
- 2011年10月18日配信

レーシングカー・パック1（1000円）
レーシングカー15台を追加する。レッドブル・X2011プロトタイプ、トヨタ・プリウス ツーリングカー、日産・スカイラインGT-R R32 ツーリングカー、日産・スカイラインGT-R R33 ツーリングカー、日産・スカイラインGT-R R34 ツーリングカー、日産・GT-R R35 ツーリングカー、ホンダ・CR-Z、マツダ・RX-7 ツーリングカー、マツダ・ロードスター ツーリングカー、三菱・ランサーエボリューションX ツーリングカー、スバル・インプレッサ　ツーリングカー、ダッジ・チャレンジャー　ツーリングカー、レーシングカート Jr.、レーシングカート 100、レーシングカート 125。インストール後はカーディーラーでも購入可能。
ペイントパック（200円）
ペイントアイテム100色を追加する。
レーシングギア・パック（600円）
実在するレーシングスーツとヘルメットを含めた90アイテムを追加する。
コースパック（400円）
リアルサーキット「スパ・フランコルシャン」と、オリジナルサーキット「カートパーク1・2」を追加する。
上記のパックすべてをセットにした「コンプリートパック（1600円）」も販売中。
- 2011年12月21日配信

カーパック2（400円）
市販車4台を追加する。日産・GT-Rブラックエディション'12、フォルクスワーゲン・シロッコR'10、フォルクスワーゲン・ゴルフ6 R、ミニ・ミニクーパーS'11の4台。インストール後はカーディーラーでも購入可能。
- 2012年1月18日配信

カーパック3（600円）
市販車5台とレーシングカー1台を追加する。ランボルギーニ・アヴェンタドール、ジャガー・XJR-9 LMレースカー、アストンマーティン・V12ヴァンテージ、フォルクスワーゲン・1200'66、ミニ・ミニクーパーS カントリーマン、日産・リーフの6台。インストール後はカーディーラーでも購入可能。
スピードテスト・パック（400円）
オリジナルサーキット「スペシャルステージ・ルートX」と、速度計測用メニューが追加される。
- 2012年7月4日配信

サイオン・FR-S（無料）
ガレージにサイオン・FR-Sを追加する。インストール後はカーディーラーでも購入可能。
ツインリンクもてぎパック（500円）
リアルサーキット「ツインリンクもてぎ（ロードコース・スーパースピードウェイ・東コース・西コースの4種）」を追加する。
- 2012年9月26日配信

ホンダ ウイダー HSV-010 (SUPER GT) '11
日産・GT-R N24 GTアカデミー '12
スバル BRZ S '12
現在はオンラインサービス終了のためすべて配信が終了している。

### GTアカデミー 2012
2012年5月2日～6月25日までの期間限定で、PlayStation Storeより「GTアカデミー 2012」を無料でダウンロードできた（2012年7月4日現在プレイ不可）。このコンテンツはグランツーリスモ5本体を所持していなくてもプレイできるゲームコンテンツであり、ラウンドごとに提示された課題に順番に挑戦していくことで、ドライビングテクニックを徐々に学ぶことが出来るというものである。オンライン経由で参加プレイヤー数や累計走行距離、リトライ数などがリアルタイム表示され、世界中のプレイヤーやフレンドと成績を競い合うことができる。
また、課題ごとにゴールド・シルバー・ブロンズのトロフィーが設定されており、ラウンド内の全ての課題をブロンズ以上で修了するとGTアカデミー限定のオフィシャルウェアアイテムが貰え、全てゴールドで修了すると、そのラウンドで使われた教習車両をグランツーリスモ5本編で使えるようになる。さらに、ゴールドトロフィー取得者向けの「GTアカデミーカー・チャレンジ」として、教習車両を使っての車種限定レースとタイムアタックが車種ごとに開催されている。これらの車両は車体にGTアカデミーのロゴが入れられている特別仕様車であり、日産自動車がコンテンツに協賛しているため、全て日産製である。配布される車両は以下の通り。
- ラウンド1：日産・リーフ G
- ラウンド2：日産・シルビア Spec-R エアロ
- ラウンド3：日産・スカイラインGT-R V-SpecⅡ
- ラウンド4：日産・フェアレディZ Z34 370Z
- ラウンド5：日産・スカイラインGT-R V-SpecⅡNür
- ラウンド6：日産・GT-R ブラックエディション
- ラウンド7：日産・GT-R ブラックエディション チューンドカー
- ラウンド8：日産・フェアレディZ Z34 370Z チューンドカー

## 新たな試み
PS3の演算能力を極限まで引き出すことにより、以下に示す新要素が加えられた。ただし、発売時点ではこのすべての要素が実装されているわけではない。

### エクステリアとインテリアの再現
インストルメント・パネルやシートや内装の素材、色、ブレーキキャリパーなどを再現した（※プレミアムカーのみ）。さらにヘッドライトの点灯や（※プレミアムカーのみハイとローの切り替えが可能）、ワイパーを稼働させることも出来るようになった（※プレミアムカーのみ）。

### 「地上最速の車」のシミュレート
レッドブル・レーシングの協力の下、「レギュレーションの枠にとらわれない、地上最速のレーシングカー」の構想を形にした「レッドブル・X2010」を収録した。

### 実名ドライバーの収録
NASCARのジェフ・ゴードンの人物モデルと音声の他、迫力のあるピットワークシーンを収録・再現した。その他、WRCのセバスチャン・ローブや、F1のセバスチャン・ベッテルも協力している。

### ビジュアルエフェクト
時間の変化
昼間、夕方、夜といった時間の変化による変わりを再現した。特に夜はマシンに巻き上げられた土煙がテールランプに照らされるのも再現した（※一部のコースのみ、ver2.00よりアーケードモード・プラクティスのみレース開始前の時間・天候の調節が可能になった）。
天候の変化
降雨によるコースの景観やレースコンディションの変化に対応（※一部のコースのみ）
その他
クラッシュによって激しく衝突した際に飛ぶ火花やグラベル走行時に巻き上げられる小石など、ミクロな世界で発生する物理現象も再現。

### マシンダメージのシミュレート
クルマの見た目が変化するだけではなく、ダメージの受け方による影響を物理シミュレートによって再現。これにより、レース中は速く走りつつ、いかにクラッシュやリスクを避けてクルマを無事にゴールまで導くか、という本物さながらの緊張感や駆け引きを再現することを目指した。ダメージは大きく分けて3段階で表現している（しかしメーカーからの公認を得て車種を実名で登場させている以上、ガラスが割れたり・バーストするなどの強いダメージ表現は無い）。ver2.00にてアーケードモードでのみダメージあり・なしの設定が可能になった。
物理計算のダメージ
マシンの操作性に影響するダメージで、真っ直ぐに走らなくなったり、コーナーで安定しなくなるなど、ダメージの量によって様々な影響が表れるようになった（タイヤがパンクしても一定時間後には治る）。ある特定のレベルまで上げれば、性能が変化する。
キズや汚れ、凹み
視覚的に認識できるダメージで、ボディに傷や汚れなどが付着したり、凹んだりするようになった。
パネルのズレや変形､部品欠落
ボディが凹んだり、ボディを形成しているパネルがずれたり、歪んだりするようになった。WRCマシンはズレや歪みを通り越して部品が外れることもある（※プレミアムカーのみ）。
横転
激しいクラッシュや路面の凹凸に高速で乗り上げる、ジャンプ中に姿勢を乱すなど、予期せぬシチュエーションで発生する横転を再現した。

### フォトトラベル
従来のフォトモードに相当するもので、ユーザーインターフェイスやロケーションを一新した。さらにロケーション内を自由に動き回ることができるウォークモードを搭載し、そのローケーションの現地の環境音や、天候の変化まで楽しめるようになった。なお、このモードで撮影できる写真は800万画素相当のJPGとして出力可能。ただし、このモードで撮影できる車はプレミアムカーのみである。また、ver2.00にてアバターも一緒に撮影できるようになる。

### オンライン
従来のレースにくわえ、コミュニティを搭載した
My Home
本作でプレイした記録や、これから行うべき目標が集約されている「My Home」と呼ばれる画面の中にあるコミュニティ機能では、PlayStation Networkのフレンド間で行なうプライベートなオンラインレースや、メッセージボード、メール、写真や自作コースの共有などの多彩なコミュニケーションを楽しむことが出来る。
リモートレース
"自分のAIドライバーとクルマ"と"フレンドが公開しているAIドライバーとクルマ"を選択することにより、Bスペックモードによるレースを開催することが出来るモード。例えば、知らないうちに自分がオンラインに公開しているAIドライバーがフレンドによって呼び出され、フレンドのリモートレースに参加することがある。ただし、自分で開催したレースの観戦は可能だが、通常のBスペックモードのように監督として指示を出すことはできない。これはフレンドのオンラインAIドライバーとの勝負を公平に行なうためである。
マイラウンジ
本作には「マイラウンジ」と呼ばれる自分専用のレースルームが用意されており、そこはPlayStation Networkで設定されたフレンドしか入れないプライベートな場所となっている。ここでは、レースのレギュレーションやコースを自由に設定し、フレンドと最大16人まで参加できるレースイベントを開催することができる。レースに参加しなくても観戦を楽しんだり、レース前にフリーラン状態で待機することも可能。

### コースメーカー
基本テーマ（景観）を選び、全長やセクションなど簡単な設定をするだけでコースラインを作られ準オリジナルのコースが作成できる。作成したコースはオンラインでフレンドに公開できる。

### レーシングカートの収録
本来は次回作である『グランツーリスモ6』に収録する計画だったが、インターネットに情報がリークされたため2010年8月に本作への収録が発表となった。

### 3D及びフェイストラッキングへの対応
立体視プレイは他のソフトと同様にPlayStation 3（システムソフトウェア Ver.3.30以降）の標準機能を使用したもので、3D対応テレビが必要。2Dの最大解像度は1080pだが、3Dでは720pとなる。
アーケードモードでのみPlayStation 3に接続したUSBカメラ「PlayStation Eye」で顔を認識させ、レース中に顔を左右に動かしてドライビング中の視点を左右に動かすことができるようになった。

## 収録車種の解説と登場メーカー

### 解説
今作はシリーズ最多の1,000車種以上の車を収録した（年式違い含む）。そのうちの200車種以上がプレミアムカー、800車種以上がスタンダードカーになっている。また、NASCARの初収録、SUPER GT、フェラーリF1（他の車とは一緒に走れない）が収録されている。

#### プレミアムカー
エクステリアはもちろん、インストルメント・パネルやシートや内装の素材、色、ブレーキキャリパーなど徹底して再現したモデル。さらにヘッドライトの点灯（ハイとローの切り替えも可能）や、ワイパーを稼働させることも出来る。インパネ視点ではメーター部分が見える。ただし車種によっては内装がシルエットされている車種がある（例 日産・GT-Rプロト、トヨタ・FT-86 IIコンセプト）。

#### スタンダードカー
今までのグランツーリスモシリーズに登場した車をPS3の現在の技術で美しく仕上げたモデル。簡易インテリア視点対応（バージョン2.0以降。ただし、プレミアムカーのものとは異なり、内装はシルエットで表現され（オープンカー除く）、計器類はゲーム内標準のもの（メーターの針は稼動しない）。バージョン1.13までは非対応だった）、ヘッドライトのハイとローの切り替えができない、フォトトラベルでの撮影ができないなどのプレミアムカーに比べ一部制限がある。また、ホイール交換はバージョン2.01までは非対応だったがバージョン2.02より可能になった。

### 登場メーカー
詳細は公式サイトの「『グランツーリスモ５』収録車種一覧」を参照。
| - ACカーズ(イギリス) - AEM(アメリカ合衆国) - ASL(日本) - BMW(ドイツ) - BLITZ(日本) - DMC(アメリカ合衆国) - HKS(日本) - HPAモータースポーツ(カナダ) - MG(イギリス) - MINE's(日本) - RE雨宮(日本) - RUF(ドイツ) - TRD(日本) - TVR(イギリス) - アウディ(ドイツ) - アウトビアンキ(イタリア) - アキュラ(アメリカ合衆国(※ゲーム上では日本)) - アストンマーティン(イギリス) - アミューズ(日本) - アルピーヌ(フランス) - アルファロメオ(イタリア) - アート・モリソン(アメリカ合衆国) - いすゞ自動車(日本) - インフィニティ(アメリカ合衆国) - イーグル(アメリカ合衆国) - ヴォグゾール(イギリス) - オウリムモータース(大韓民国) - オペル(ドイツ) - キャデラック(アメリカ合衆国) - キャラウェイ(アメリカ合衆国) - ギレ(ベルギー) - クライスラー(アメリカ合衆国) - グランツーリスモ（レッドブル・レーシング含む）(日本(※一部車種アメリカ合衆国)) - グランドツーリングガレージ(アメリカ合衆国) - ケータハム(イギリス) - サイオン(アメリカ合衆国) - サリーン(アメリカ合衆国) - ジェイ・レノ(アメリカ合衆国) - シェルビー(アメリカ合衆国) - ジェンセン(イギリス) - シトロエン(フランス) - ジネッタ（イギリス） - シボレー(アメリカ合衆国) - ジャガー(イギリス) - シャパラル・カーズ(アメリカ合衆国) - スズキ(日本) - スバル(日本) - スパイカー・カーズ(オランダ) - スプーン(日本) | - セアト(スペイン) - ダイハツ(日本) - ダッジ(アメリカ合衆国) - チゼータ(イタリア) - テスラモーターズ(アメリカ合衆国) - 童夢(日本) - トミーカイラ(日本) - トムス(日本) - トヨタ自動車(日本) - トライアル(日本) - トライアンフ(イギリス) - 日産自動車(日本) - ニスモ(日本) - ハイエンドパフォーマンス(日本) - パガーニ・アウトモビリ(イタリア) - パノス(アメリカ合衆国) - ビュイック(アメリカ合衆国) - ヒュンダイ(大韓民国) - フィアット(イタリア) - フェラーリ(イタリア) - フォード(アメリカ合衆国) - フォルクスワーゲン(ドイツ) - ブガッティ(フランス) - プジョー(フランス) - プリムス(アメリカ合衆国) - ペスカローロ(フランス) - ベントレー(イギリス) - ホメル(フランス) - ボルボ(スウェーデン) - 本田技研工業(日本) - ポンティアック(アメリカ合衆国) - ホールデン(オーストラリア) - マクラーレン(イギリス) - マセラティ(イタリア) - マツダ(日本) - マーキュリー(アメリカ合衆国) - マーコス(イギリス) - 三菱自動車工業(日本) - ミニ (BMC)(イギリス(※ゲーム上ではドイツ)) - ミニ (BMW)(イギリス(※ゲーム上ではドイツ)) - 無限(日本) - メルセデス・ベンツ(ドイツ) - ランチア(イタリア) - ランドローバー(イギリス) - ランボルギーニ(イタリア) - リスター(イギリス) - ルノー(フランス) - レクサス(日本(※一部車種アメリカ合衆国)） - ロータス（イギリス） |

## 収録コース
今作に収録されるコースは、20ロケーション・70バリエーション以上となっている。さらに、その再現精度も向上した。また、一部のコースで時間の変化と天候の変化に対応している。

### コースメーカー
コースメーカーで作成可能なロケーションは以下の通り。なお、一部のスペシャルイベント・オンライン配信によるレースイベントでは以下のロケーションを利用したコースが登場するが、毎回異なるレイアウトで自動生成されたコースとなる（※グランツーリスモカートエクスペリエンス、グランツーリスモラリー初級、グランドツアーズは固定）。
| ロケーション | バリエーション           | 時間変化 | 天候変化 |
| ------------ | ------------------------ | -------- | -------- |
| トスカーナ   | トスカーナ（舗装路）     | ○        |          |
| アイフェル   | アイフェル（サーキット） | ○        | ○        |
| アイフェル   | アイフェル（カート）     | ○        |          |
| 阿蘇         | 阿蘇（舗装路）           |          |          |
| リエージュ   | リエージュ（グラベル）   | ○        |          |
| アラスカ     | アラスカ（スノー）       | ○        | ○        |
| 東京         | 東京ベイ（カート）       | ○        |          |

## サウンド

### GRAN TURISMO 5 ORIGINAL GAME SOUNDTRACK
2010年12月22日に発売された、本作のサウンドトラック。

#### 収録曲

##### Disc 1
1. Moon Over The Castle GT5 Version
ver2.00までのオープニングテーマ曲（後半部分）。
2. Like a Bird
3. my favorite wings
4. Cubic Luster
5. The Trip
6. Take Control
7. Liberty
8. Smoker's Lament
9. Passion
10. Dark Line
11. Slow On The Uptake
12. 8va Curves
ロード中のBGM。
13. Night birds
カーディーラーのBGM。
14. Gloss Of Speed
15. radiotire
16. Drive On Coins
17. 5OUL ON D!SPLAY
2010年のE3にて公開されたコンセプトムービーのBGM。バージョン2.01以降のオープニングテーマ曲（後半部分）。タイトルは公式サイトによる一般公募で決めたもの[注釈 3]。
18. Day To Live
エンディング（ショートバージョン）のBGM。

##### Disc 2
1. 7 days reminiscence
2. WINDS
3. Cecile
4. Holiday
5. HOT STUFF
6. Horizons in May
7. Madeleine
8. City Circuit
9. SOLITUDE
10. Beautiful Area
11. The First Person
12. Eve
13. Sunday
14. In Transit
15. Mighty Engine
16. Apollo
17. SIDE OF YOU
18. memorabilia

### 演奏
Disc 1
- 安藤正容 (T-SQUARE)：Guitar (#1)
- 坂東慧 (T-SQUARE)
  - Drums (#1.8.13)
  - Keyboards & Programming (#10.11)
- 須藤満：Bass (#1)
- 河野啓三 (T-SQUARE)：Arrangement, Keyboards (#1)
- KEIMEI：Programming, All Instruments, Engineering (#2)
- 山田達也：Guitar, Additional Programming (#3)
- Makoto：Programming ＆ All Instruments (#5)
- 井上日徳：Programming ＆ All Instruments (#6.7)
- Luca Ceccatelli：Vocal (#6)
- 園田涼：Keyboards & Programming (#8)
- 竹中俊二：Guitar (#8.13)
- 赤股賢二郎：Guitar (#8)
- 牧瀬崇之：Bass (#8)
- Yuki Oike：Programming ＆ All Instruments (#6.7)
- 佐藤雄大：Acoustic Piano, Keyboards & Programming (#13)
- 宮崎隆睦：Soprano Sax (#13)
- 田中晋吾：Bass (#13)
- aM [aem]：Programming ＆ All Instruments (#14)
- YO-C + B.U.S：Programming ＆ All Instruments (#15)
- GONNO：Programming ＆ All Instruments (#16)
- 嘉生大樹：Programming ＆ All Instruments (#17.18)
- Jonathan Underdown (fade)：Vocal (#17.18)

Disc 2
- 矢吹卓：Piano (#1.18)
- 矢吹正則：Percussion (#1.18)
- 鶴谷智生：Drums (#2.5.9.17)
- 鳥越啓介：Bass (#2.5.9.17)
- 松本圭司：Piano (#2.5.9.17)
- 坂上領：Flute (#2.4.5)
- 住友紀人：Sax (#2.5)
- 徳澤青弦：Cello (#3.12)
- 藤堂昌彦：Violin (#3.12)
- 一本茂樹：Wood Bass (#3)
- 山上一美：Flute (#3)
- 越田太郎丸
  - Gut Guitar (#4.13.16)
  - Acoustic Guitar (#4)
- 石川智
  - Drums (#4.13)
  - Percussion (#13)
- 友野克己：Programming (#4)
- 佐々木史郎：Trumpet (#5)
- 井内啓二：Programming ＆ All Instruments (#6.14)
- 山口彰久
  - Guitar (#6)
  - Programming ＆ All Instruments (#11)
- 河合代介：Hammond (#7.8.15)
- 佐野康夫：Drums (#7.8.15)
- 河上修：Wood Bass (#7)
- 香取良彦：Vibraphone (#7)
- 田中邦和：Tenor Sax (#7.8)
- 太宰百合：Piano (#13)

### GRAN TURISMO 5 ORIGINAL GAME SOUNDTRACK piano performed by LangLang
2010年12月22日に発売された、ピアニストのラン・ランによる本作のサウンドトラック。

#### 収録曲
1. Liebestraum No.1"Hohe Liebe"
2. Etude In E Major Op.10 No.3
3. Air On The G String
4. The Planets No.32 "Jupiter The Bringer of Jollity"
5. The Nutcracker No.14 Pas de dex "Var.Ⅱ Danse de la Fèe-Dragèe"
6. Polonaise Op.40 No.1 "Military Polonaise"
7. Piano Sonata No.17 In D Major Op.31-2 "Tempest"
8. The Entertainer
GTオートのBGM。
9. Waltz In D Flat Major Op.64 No.1 "Minute Waltz"
10. Piano Sonata No.7 In B Flat Major Op.83 3rd Movement
ver2.00までのオープニングテーマ曲（前半部分）。
11. "Jesus, Joy of Man's Desiring" CHORALE from CANTATA No.147

## 備考
- スカイライン(R34)の車体裏面のモデリングでアメリカ AutoArt社のダイキャスト製ミニカーの刻印が残されており[31]、これはAutoArt社の資料協力の痕跡だと山内一典はツイッター上で語っている[32]。なお、この山内のコメントの前にAutoArt日本支社は「その件についてはここで聞かれるまで知らなかった。困惑している」と答えていた[33]。なお、スタッフロールにAutoArt社の名前は一切出ていない。また、この刻印はアップデートによりなくされている。かわりに、"Thanks for finding this!：)"の文字が書かれている。山内はこの件に関してAutoArt側が気を遣ってくれたのだろうとコメントしている。ただし、グランツーリスモシリーズがモデリングに際してAutoArt社製ミニカーを使用していることはGT4の特典DVDで明らかになっている。今回の件は、車体裏面のモデリングをする前に仮でミニカー裏面の写真を貼り付けていたものがそのまま世に出てしまったのが真相だと語っている。実際、該当車両はR34のみである。
- グランツーリスモ5のオープニングムービーは前半の工場などが出てくる場面以外は日本版と米国版でBGMから映像の構成まで変わっている[注釈 4]。違いといえば、日本版のオープニングムービーは初期のものが「Moon Over The Castle GT5 Version」、spec2では「5oul on D!splay」をBGMに使用しているが、米国版はMy Chemical Romanceの「Planetary (GO!)」が使われている。
- 毎年12月24日になると、トップメニュー画面できよしこの夜、We Wish You a Merry Christmas、ジングルベルのアレンジ曲が流れる。